# Apolo Kagwa
Apolo Kagwa także Apollo Kaggwa (ur. ok. 1865 w Busodze, zm. w lutym 1927 w Kenii) – bugandyjski polityk, premier Bugandy (katikiro) w latach 1889–1926, przywódca ruchu Gandów pod panowaniem brytyjskim, historyk dziejów i kultury Bugandy, jeden z pierwszych historyków afrykańskich.

## Życiorys
Pochodzenie i data narodzin Apola Kagwy nie są udokumentowane. Wiadomo, że pochodził z arystokratycznego klanu Nsenene („konik polny”), który umieścił młodego Kagwę jako pazia na dworze króla Mutesy I, by zapewnić sobie wpływy u władcy.
Kagwa znalazł się na dworze w okresie krzyżowania się w Bugandzie wpływów arabskich, protestanckich i katolickich. Po początkowym zainteresowaniu islamem, Kagwa przeszedł na anglikanizm. Pierwsze wykształcenie odebrał u misjonarzy. Po śmierci Mutesy w 1884 roku, Kagwa pozostał na dworze następcy – Mwangi II (1868–1903), u którego dosłużył się pozycji dowódcy wojskowego.
W owym czasie na dworze wykształciły się trzy frakcje: muzułmańska, katolicka i protestancka, zabiegające o wpływy i lokalne przywództwo. Podczas pogromu chrześcijan z rozkazu Mwangi w latach 1886–1887, Kagwa uszedł z życiem i znalazł schronienie na terenie Ankole, a frakcje wspólnie odsunęły Mwangiego od władzy we wrześniu 1888 roku. W październiku 1888 roku muzułmanie dokonali zamachu stanu, po czym chrześcijanie wraz z Kagwą przywrócili Mwangiego na tron w październiku 1889 roku, a Kagwa został premierem – katikiro, nabywając coraz więcej władzy w królestwie. Interwencje niemieckich i brytyjskich agentów przyczyniły się do zwycięstwa frakcji protestanckiej nad katolicką i do dalszego umocnienia pozycji Kagwy. W 1894 roku Buganda stała się protektoratem brytyjskim, a Kagwa pomógł zarówno w organizacji administracji, jak i poszerzenia terytorium Bugandy. W 1897 roku Kagwa stłumił powstanie Mwangi i rewoltę muzułmańską, zmuszając władcę do ucieczki.
Nowym królem został roczny Daudi Chwa II, a Kagwa pełnił funkcje regenta aż do 1914 roku, kiedy król osiągnął pełnoletniość. Kagwa zdobył pełnię władzy jako premier i król przy pełnym wsparciu brytyjskim. Pod koniec XIX w. Kagwa udzielił wsparcia Brytyjczykom w tłumieniu buntu oddziałów sudańskich, co zaowocowało wynegocjowaniem dla Bugandy pewnej autonomii i podpisaniem stosownego porozumienia w 1900 roku. Kagwa i popierający go szefowie (bakungu) otrzymali ponadto na własność po dwadzieścia mil kwadratowych ziemi, co wzmocniło ich pozycje wobec głów klanów (bataka).
W 1902 roku Kagwa został zaproszony na ceremonię koronacji Edwarda VII, a w 1905 roku król nadał mu tytuł honorowy sir. Kagwa oprócz działalności politycznej, angażował się również w spisanie historii Bugandy, samemu pisząc w języku luganda, a jego prace zaowocowały wieloma publikacjami tłumaczonymi na angielski. Dzieła na temat historii Bugandy i jej odrębności kulturowej miały na celu legitymizację autonomicznego statusu królestwa w strukturach brytyjskich. Uznawany za jednego z pierwszych historyków afrykańskich.
Pozycja Kagwy ulegała stopniowemu osłabieniu. Katolicy oraz szefowie klanów kontynuowali walkę o wpływy, a w 1917 roku pełnoletni Daudi Chwa II zareklamował pełnię władzy królewskiej dla siebie. W 1919 roku władza Kagwy i wpływy szefów bakungu zostały podważone przez „Stowarzyszenie Młodych Gandów”, a Brytyjczycy dążyli do sprawowania bezpośredniej władzy w królestwie bez pośrednictwa Kagwy. Kagwa w końcu zrezygnował ze sprawowanych funkcji w 1926 roku po konflikcie z brytyjskim komisarzem J.R.P. Postlethwaitem.
Kagwa zmarł w lutym 1927 roku wskutek upadku w drodze przez Kenię do Wielkiej Brytanii.

## Publikacje
Wybór publikacji podany jest za Wolfem (1998):
- 1901 – The Kings of Buganda (pol. „Królowie Bugandy”) – opis prekolonialnego systemu władzy w Bugandzie; wydany w 1901, 1912, 1927 oraz w tłumaczeniu angielskim w 1971 roku[1]
- 1909[d] – The Customs of Buganda (pol. „Zwyczaje Bugandy”) – opis zwyczajów z apelem o ich zachowanie wobec narastających wpływów europejskich, wydany w tłumaczeniu angielskim w 1934 roku[1]

## Odznaczenia
- 1918 – Order Imperium Brytyjskiego – honorowy członek orderu[7]